# Carl Theodor Maximilian Schulze
Carl Theodor Maximilian Schulze ( 1841 - 1915 ) fue un botánico, y farmacéutico alemán, realizando extensas exploraciones al este de Alemania (principalmente Jena & Turingia). Duplicados de sus especímenes se hallan en el "Herbario Haussknecht"
- La abreviatura «M.Schulze» se emplea para indicar a Carl Theodor Maximilian Schulze como autoridad en la descripción y clasificación científica de los vegetales.[3]